# Geneviève Désilets
Pour les articles homonymes, voir Désilets.
Geneviève Désilets est une actrice québécoise. Très active dans le milieu du doublage, elle est notamment la voix québécoise régulière de Rachel McAdams, Anne Hathaway, Michelle Monaghan, Mary Elizabeth Winstead, Piper Perabo et Jenna Fischer ainsi qu'une des voix récurrentes de Marley Shelton, Jessica Alba, Alexis Bledel, Emma Stone, Jennifer Morrison et Olivia Wilde.

## Biographie
Elle est diplômée de l'École nationale de théâtre du Canada.
Elle a aussi un baccalauréat et une maîtrise, en cinéma, de l'Université Concordia.

## Filmographie
- 1998 : Macaroni tout garni (série télévisée) : Dyna
- 1999 : L'Île de sable : Isabelle
- 2000 : Les Enfants de mon cœur (Children of My Heart) (TV) : Gabrielle Roy
- 2001 : Fred-dy (série télévisée) : Véronique
- 2001 : La Grande Expédition (série télévisée) : Jeanne Fauconnier
- 2004 : René (série télévisée) : Rita Martel
- 2005 : Open Sea : Nooh's mother
- 2008 : Lance et compte : Caroline

## Doublage

### Cinéma

#### Films
| - Anne Hathaway dans : - Nicholas Nickleby (2003) : Madeline Bray - Souvenirs de Brokeback Mountain (2005) : Lureen Newsome - Le diable s'habille en Prada (2006) : Andrea « Andy » Sachs - Max la menace (2008) : Agent 99 - Passagers (2008) : Claire Summers - La guerre des mariées (2009) : Emma Allen - La Saint-Valentin (2010) : Liz - Alice au pays des merveilles (2010) : Mirana, la Reine Blanche - Un jour (2011) : Emma - Le Stagiaire (2015) : Jules Ostin - Alice de l'autre côté du miroir (2016) : Mirana, la Reine Blanche - Debbie Ocean 8 (2018) : Daphne Kluger - Sérénité (2019) : Karen Zariakas - Arnaqueuses (2019) : Joséphine Chesterfield - Dark Waters (2019) : Sarah Bilott - Sacrées Sorcières (2020) : la Grandissime Sorcière - Le temps de l'Armageddon (2022) : Esther Graff - Une rencontre inattendue (2023) : Patricia - L'Idée d'être avec toi (2024) : Solène - Rachel McAdams dans : - Miss Populaire (2002) : Jessica - Méchantes ados (2004) : Regina George - Garçons sans honneur (2005) : Claire Cleary - Pour le meilleur et pour le pire (2008) : Kay Nesbitt - Le temps n'est rien (2009) : Clare - Sherlock Holmes (2009) : Irène Adler - Sherlock Holmes : Le jeu des ombres (2011) : Irène Adler - Le Vœu (2012) : Paige - À travers le temps (2013) : Mary - Le Gaucher (2015) : Maureen Hope - Spotlight : Édition spéciale (2015) : Sacha Pfeiffer - Docteur Strange (2016) : Dr Christine Palmer - Soirée de jeux (2018) : Annie - Docteur Strange dans le multivers de la folie (2022) : Dr Christine Palmer ; Christine Palmer (Terre-838) - Michelle Monaghan dans : - Solstice d'hiver (2005) : Stacey - Le brise-cœur (2007) : Miranda - Gone Baby Gone (2007) : Angie Gennaro - Un amour de témoin (2008) : Hannah - Date prévue (2010) : Sarah Highman - Code source (2011) : Christina - La foi et l'ordre (2011) : Lynn Childers - Bébé entre amis (2013) : Andie - Blonde sur ordonnance (2014) : Kara Varney - Pixels (2015) : Violet Van Patten - Le Jour des patriotes (2016) : Carol Saunders - Mission : Impossible - Répercussions (2018) : Julia Meade-Hunt - MaXXXine (2024) : la détective Williams - Mary Elizabeth Winstead dans : - Sky High : École des super-héros (2005) : Gwen Grayson - Destination ultime 3 (2006) : Wendy Christensen - Bobby (2006) : Susan Taylor - Noël noir (2006) : Heather Fitzgerald - Scott Pilgrim vs le monde (2010) : Ramona Flowers - La Chose (2011) : Kate Lloyd - Abraham Lincoln, chasseur de vampires (2012) : Mary Todd Lincoln - L'Homme Gémeau (2019) : Danny - Birds of Prey et la fantabuleuse histoire de Harley Quinn (2020) : Helena Bertinelli / Huntress - Piper Perabo dans : - Moins cher la douzaine (2003) : Nora Baker - Moins cher la douzaine 2 (2005) : Nora Baker - Edison (2006) : Willow Summerfield - Le Prestige (2006) : Julia McCullough - Première neige (2007) : Deirdre - Looper : Les Tueurs du temps (2012) : Suzie - Black Butterfly (2017) : Laura Johnson - L'Ultime Assaut (2019) : Leah Banning - Alexis Bledel dans : - Quatre Filles et un jean (2005) : Lena Kaligaris - Quatre Filles et un jean 2 (2008) : Lena Kaligaris - L'Affaire Kate Logan (2011) : Kate Logan - Violet et Daisy (2013) : Violet - Jenna Fischer dans : - Les rois du patin (2007) : Katie Van Waldenberg - La Promotion (2008) : Jen Stauber - Un homme sans exception (2010) : Susan Porter - Le passe-droit (2011) : Maggie - Jennifer Morrison dans : - Ça Planche ! (2003) : Jamie - Le grand Stan (2009) : Mindy - Guerrier (2011) : Tess Conlon - La fosse aux lions (2013) : Angela Anderson - Agnes Bruckner dans : - Bleu Souvenir (2003) : Megan Denning - Havre (2006) : Pippa Ridley - Sang et chocolat (2007) : Vivian - Marley Shelton dans : - Le dernier baiser (2006) : Arianna - Grindhouse en programme double (2007) : - À l'épreuve de la mort : Dr. Dakota Block - Grindhouse présente Robert Rodriguez's Planète Terreur : Dr. Dakota Block - Frissons 4 (2011) : Judy Hicks - Amelia Warner dans : - Æon Flux (2005) : Una Flux - Au fil de l'hiver (2006) : Shelly - Le Chercheur: À l'assaut des ténèbres (2007) : Maggie Barnes - Melissa George dans : - Rencontre Fatale (2005) : Deanna Schine - The Betrayed (2009) : Jamie - Ashanti dans : - Coach Carter (2005) : Kyra - Resident Evil : L'Extinction (2007) : Betty - Hilarie Burton dans : - Solstice (2008) : Alicia - La Liste (2008) : Jo Johnston | - Haylie Duff dans : - Napoleon Dynamite (2004) : Summer Wheatley - Filles matérialistes (2006) : Ava Marchetta - Laura Fraser dans : - Dans la mire du pouvoir (2007) : Madeleine - L'écossais volant (2007) : Anne Obree - Judy Greer dans : - 27 Robes (2008) : Casey - Marmaduke (2010) : Debbie Winslow - Danneel Harris dans : - Harold et Kumar s'évadent de Guantanamo (2008) : Vanessa - Harold et Kumar fêtent Noël en 3D (2011) : Vanessa - Arielle Kebbel dans : - Aquamarine (2006) : Cecilia - John Tucker doit mourir (2006) : Carrie - Amanda Peet dans : - L'enfant de Mars (2007) : Harlee - Dissensions (2009) : Stacy Reilly - Emmy Rossum dans : - Poséidon (2006) : Jennifer Ramsey - Sublimes créatures (2013) : Ridley Duchannes - Sarah Ann Schultz dans : - Enjeu final (2006) : Janice Frost - La rivière sanglante (2011) : Jenny Thames - Emma Stone dans : - Supermalades (2007) : Jules - La Bunny du campus (2008) : Natalie - 2002 : Abandon : Amanda (Gabrielle Union) - 2002 : Deux semaines d'avis : June Carver (Alicia Witt) - 2003 : La baie de l'amour et des regrets : Madonna Eveline Brassaurd (Joanne Kelly) - 2003 : Un vendredi dingue, dingue, dingue : Peg (Haley Hudson) - 2003 : Au rythme du Comté de Clare : Anne (Andrea Corr) - 2003 : J'aime ce garçon : Robin (Nikki Barnett) - 2003 : Le Traqueur : Mariana (Rosario Dawson) - 2003 : L'amour n'a pas de prix : Aretha Johnson (Ashley Monique Clark) - 2004 : Détention : Alicia Roberts (Danielle Hampton) - 2004 : Confessions d'une jeune diva : Ella (Alison Pill) - 2004 : Le Détour : Estelle (Kiersten Warren) - 2004 : Justice sauvage : Deni (Ashley Scott) - 2004 : Entre sœurs II : Déchaînées : Beth-Ann (Pascale Hutton) - 2004 : Drôles de blondes : Karen (Busy Philipps) - 2004 : Vengeance en pyjama : Stacie (Sara Paxton) - 2004 : Une aventure de Cendrillon : Sam (Hilary Duff) - 2004 : Médecins en herbe : Sarah Calder (Carly Pope) - 2005 : La ballade de Jack et Rose : Red Berry (Jena Malone) - 2005 : Cake : La vie, c'est du gâteau : Sydney (Reagan Pasternak) - 2006 : Héritage de sang : Kylie Logan (Jodi Lyn O'Keefe) - 2006 : Le regard du diable : Kyra (Samantha Noble) - 2006 : Nacho Libre : Sœur Encarnación (Ana de la Reguera) - 2006 : Touristes : Bea (Olivia Wilde) - 2006 : Le bon berger : Laura (Tammy Blanchard) - 2007 : Oui, je le veux... pas ! : Tania (Jodhi May) - 2007 : Parfait inconnu : Bethany (Tamara Feldman) - 2007 : Au seuil de la mort : Maria Ronson (Rachel Grant) - 2007 : Bratz: Le film : Jade (Janel Parrish) - 2007 : Sydney White : Dinky (Crystal Hunt) - 2007 : Soie : Madame Blanche (Miki Nakatani) - 2007 : La nuit des moutons : Experience (Danielle Mason) - 2007 : The Tripper : Jade / Summer (Paz de la Huerta) - 2007 : Conscient : Sam Lockwood (Jessica Alba) - 2007 : Les enfants de décembre : Teresa (Victoria Hill) - 2008 : Jeunes adultes qui baisent : Inez (Natalie Lisinska) - 2008 : Toi, c'est moi : Chanel (Emily Hampshire) - 2008 : Son meilleur coup : Lori (Fay Masterson) - 2008 : Le roi Scorpion : L'avènement d'un guerrier : Layla (Karen Shenaz David) - 2008 : Film catastrophe : Amy (Vanessa Minnillo) - 2008 : Terreur dans le parc : Bridget (Jeanette Brox) - 2009 : Meurtres à la St-Valentin : Irène (Betsy Rue) - 2009 : Casque et talons hauts : Kimberley (Hilary Carroll) - 2009 : Moon : Tess Bell (Dominique McElligott) - 2009 : Conjurer : Helen Burnett (Maxine Bahns) - 2010 : Le spa à remonter dans le temps : Kelly (Collette Wolfe) - 2010 : Horizon : Candice (Brittany Daniel) - 2011 : La couleur de la liberté : Dee Roberts (Nicole Beharie) - 2011 : Défi Bleu 2 : Dana (Sasha Jackson) - 2013 : Malédiction au Connecticut : Les fantômes de Géorgie : Lisa Wyrick (Abigail Spencer) - 2014 : L'autre femme : Lydia (Nicki Minaj) - 2018 : Avec Amour, Simon : Mme Albright (Natasha Rothwell) |

#### Films d'animation
- 2003 : Trouver Nemo : Deb / Flo
- 2004 : Appleseed : Xander
- 2008 : Appleseed Ex Machina : Xander
- 2009 : Un conte de Noël : Martha Cratchit
- 2011 : Mission Noël : le chef Da Silva
- 2013 : Épique : Reine Tara

### Télévision

#### Téléfilms
- 2000 : Les enfants de mon cœur : Gabrielle Roy (elle-même)
- 2005 : Vivre avec l'ennemi : Allison Conner Lauder (Sarah Lancaster)
- 2007 : Au bord du gouffre : Nina Patterson (Katheryn Winnick)
- 2007 : Complot meurtrier : Diane Desalvo (Lisa Langlois)
- 2008 : Plaisirs meurtriers : Kelly Holden (Shiri Appleby)
- 2008 : Harcèlement d'outre-tombe : Beth (Glenda Braganza)
- 2010 : Seconde Chance : Kate Fischer (Melissa George)
- 2011 : Images troublantes : Emily Bennett (Jodi Lyn O'Keefe)
- 2012 : Désespéré : Joanne Connors (Alana De La Garza)

#### Séries télévisées
- 2001 - 2004 : Bienvenue à Paradise Falls : Roxy Hunter (Kim Poirier) (seulement les deux premières saisons sont doublées au Québec, la saison 3 a été doublée en France[1].)
- 2001 - 2005 : Edgemont : Shannon Ng (Grace Park)
- 2004 - 2006 : Dark Oracle : Cally Stone (Paula Brancati)
- 2005 : Alice contre-attaque : Holly McKenzie (Dominique Crawford)
- 2005 - 2007 : La vie selon Annie : Vivian (Caroline Park)
- 2007 : Durham : Nathalie Lacroix (Kathleen Munroe)
- 2011 : Médecins de combat : Capitaine Pam Everwood (Lisa Berry)
- 2013 - 2014 : Orange Is the New Black : Leanne Taylor (Emma Myles) (seulement les deux premières saisons sont doublées au Québec, les saisons subséquentes seront doublées en France[2].)

#### Séries d'animation
- 2004 : 6teen : Nikki Wong
- 2006 : Capitaine Flamingo : Camille
- 2006 : Le Chevalier d'Éon : Mary
- 2006 : Glurp Attack : Marine
- 2007 : Les Fouineurs : Loulou
- 2007 : L'Île des défis extrêmes : Joëlle
- 2007 : Rick et Steve : Dana
- 2008 : La jungle magique : Roxanne
- 2009 : Joue avec Jess : Julie
- 2009 : Les Roltronics : Manx
- 2009 : Défis extrêmes : Action : Joëlle
- 2010 : Défis extrêmes : La Tournée mondiale : Joëlle
- 2010 : Eddy Noisette : Sally Bèlèvre
- 2011 : Dans l'canyon : Bérangère / Sarah
- 2016-2017 : Atomic Puppet : Abigail Felt
- 2016-2017 : Frankie et les ZhuZhu Pets : Ellen Pamplemousse
- 2018 : Garderie extrême : Joëlle

## Récompenses et nominations

### Récompenses
Open Sea s'est mérité le prix du meilleur film étudiant au Festival des Films du Monde, en 2005.

### Nominations
Nommée pour un Blizzard Awards - Meilleure actrice pour Les Enfants de mon cœur.